# Мансур II
Мансур II (перс. منصور دوم سامانی‎; помер після 999) — правитель Саманідської держави, син і спадкоємець Нуха II.

## Життєпис
Ставши еміром через недосвідченість в політичних справах, відразу зробив трагічну помилку, посварившись з Махмудом Газневі. Останній перестав підтримувати Саманідів. Невдовзі проти еміра була влаштована змова на чолі з уйгурським військоовиком Бактузуном, який разом з іншими придворними заманили його в Сарахс, де Мансура II схопили і осліпили, а потім відправили до Бухари. Охорона мовчки спостерігала за тим, що відбувалося. Він помер одразу ж після приїзду в столицю в березні-квітні 999 року.